# Dischwefeldecafluorid
Dischwefeldecafluorid ist eine chemische Verbindung aus der Gruppe der anorganischen Schwefelverbindungen und Fluoride, die 1934 durch Denbigh und Whytlaw-Gray entdeckt wurde.

## Gewinnung und Darstellung
Dischwefeldecafluorid bildet sich als Nebenprodukt bei der Reaktion von Schwefel mit Fluor oder auf photochemischem Wege aus Schwefelchloridpentafluorid.
{\displaystyle \mathrm {2\ SF_{5}Cl+H_{2}\longrightarrow S_{2}F_{10}+2\ HCl} }

## Eigenschaften

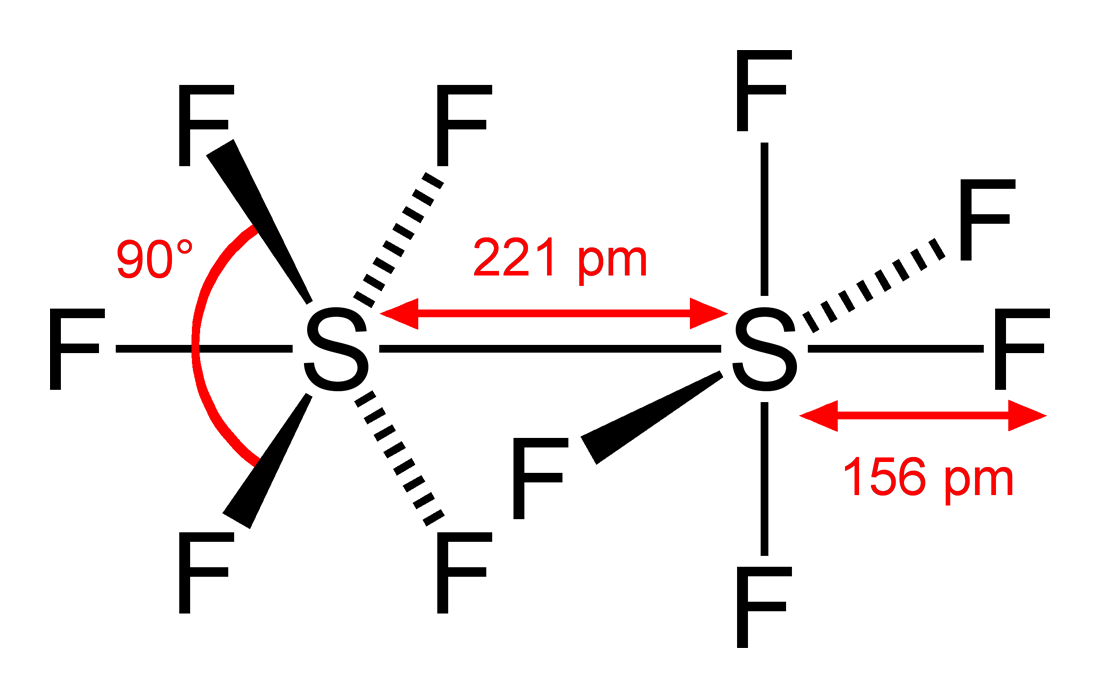
Strukturformel von Dischwefeldecafluorid inklusive molekularer Abmessungen

Dischwefeldecafluorid ist eine farblose Flüssigkeit mit Geruch nach Schwefeldioxid und ist durch die Bildung von SF5•-Radikalen sehr reaktionsfreudig. Bei Erhitzung zersetzt es sich zu Schwefelhexafluorid und Schwefeltetrafluorid. Bei Vorhandensein eines Überschusses an Chlor reagiert es zu Schwefelchloridpentafluorid.
{\displaystyle \mathrm {S_{2}F_{10}+Cl_{2}\longrightarrow 2\ SF_{5}Cl} }
Dischwefeldecafluorid ist unlöslich in Wasser und reagiert auch nicht mit diesem. Es wird auch nicht durch wässrige Lösungen im sauren und alkalischen Bereich, jedoch in 10%iger Kaliumhydroxid-Lösung in Methanol hydrolysiert.
In der nebenstehenden Abbildung sind Bindungslängen und -winkel des Dischwefeldecafluorids dargestellt.

## Verwendung
Aus Ammoniak und Dischwefeldecafluorid kann Thiazyltrifluorid dargestellt werden.

## Sicherheitshinweise
Dischwefeldecafluorid ist sehr giftig. Es wirkt bei Inhalation schon im ppm-Bereich tödlich auf Ratten. Untersuchungen ergaben, dass es mindestens dreimal so giftig ist wie Phosgen. Daher war es im Zweiten Weltkrieg als Lungenkampfstoff angedacht, weil es im Gegensatz zu einigen anderen chemischen Kampfstoffen bei Kontakt mit den Augen keine Tränen- oder Hautreizungen auslöst und damit schwer rechtzeitig erkannt werden kann.